# Asociación de Profesores Hispano-Canadienses

La Asociación de Profesores Hispano-Canadienses (APH-C) (en inglés: Teachers Association Hispano-Canadian) (en francés: Teachers Association hispano-canadienne) es una organización de formación profesional de profesores o docentes de español en Canadá. La asociación fue creada en el 2004 en la ciudad de Toronto y su función, no solo es la enseñanza de lengua española en el país norteamericano, sino también la enseñanza de la cultura, la historia y la literatura hispana. También se promueven la enseñanza y la investigación del resto de las lenguas, literaturas y civilizaciones de la península ibérica como de España, Portugal, Andorra, la  franja meridional de Francia y de América Latina, Filipinas, Timor Oriental y otros lugares del mundo donde el español y el portugués tienen presencia como lenguas maternas.
Además, Canadá ha sido uno de los países donde más rápidamente incremento el número de hablantes de español, gracias a la inmigración proveniente en su mayoría de países de Hispanoamérica. Se posiciona en el 3° lugar en idiomas extranjeros con 439 mil hablantes como lengua materna tras el panyabí y el chino.